# Az év legjobb játékvezetője
A világ legjobb játékvezetője elismerést a labdarúgás történetével és statisztikájával foglalkozó nemzetközi szervezet, az IFFHS ítéli oda 1987 óta minden évben. A francia Michel Vautrot volt az első, aki többször is elnyerte a díjat. A legtöbbször (összesen hatszor) díjazott labdarúgó-játékvezető az olasz Pierluigi Collina volt. Eddig két magyar bíró rendelkezik a kitüntetéssel, Puhl Sándor négyszer, Kassai Viktor egyszer kapta meg az elismerést.

## A díjazottak listája
Az IFFHS (Nemzetközi Futballtörténészek- és Statisztikusok Szövetsége) nemzetközi szakemberei 1987 óta szavazzák meg az év játékvezetője címet. A voksolás során a szaklap labdarúgó szakos újságírókat és 81 ország labdarúgó szakértőit kérdezik meg.
| 1980-as évek - 1987 Romualdo Arppi Filho, Brazília - 1988 Michel Vautrot, Franciaország - 1989 Michel Vautrot, Franciaország 1990-es évek - 1990 José Roberto Wright, Brazília - 1991 Peter Mikkelsen, Dánia - 1992 Aron Schmidhuber, Németország - 1993 Peter Mikkelsen, Dánia - 1994 Puhl Sándor, Magyarország - 1995 Puhl Sándor, Magyarország - 1996 Puhl Sándor, Magyarország - 1997 Puhl Sándor, Magyarország - 1998 Pierluigi Collina, Olaszország - 1999 Pierluigi Collina, Olaszország | 2000-es évek - 2000 Pierluigi Collina, Olaszország - 2001 Pierluigi Collina, Olaszország - 2002 Pierluigi Collina, Olaszország - 2003 Pierluigi Collina, Olaszország - 2004 Markus Merk, Németország - 2005 Markus Merk, Németország - 2006 Horacio Elizondo, Argentína - 2007 Markus Merk, Németország - 2008 Roberto Rosetti, Olaszország - 2009 Massimo Busacca, Svájc 2010-es évek - 2010 Howard Webb, Anglia - 2011 Kassai Viktor, Magyarország - 2012 Pedro Proença, Portugália - 2013 Howard Webb, Anglia - 2014 Nicola Rizzoli, Olaszország - 2015 Nicola Rizzoli, Olaszország - 2016 Mark Clattenburg, Anglia - 2017 Felix Brych, Németország |

## Linkek
- Az IFFHS oldala (angolul)